# Siremata valteri
Espèce
Siremata valteri est une espèce d'araignées mygalomorphes de la famille des Dipluridae.

## Distribution
Cette espèce est endémique d'Amazonas au Brésil,. Elle se rencontre vers Benjamin Constant.

## Description
Le mâle holotype mesure 2,35 mm et la femelle paratype 3,11 mm.

## Étymologie
Cette espèce est nommée en l'honneur de Valter de Sá.

## Publication originale
- Passanha & Brescovit, 2018 : On the Neotropical spider subfamily Masteriinae (Araneae, Dipluridae). Zootaxa, no 4463(1), p. 1-73.